# Templo de Villahermosa (México)
El Templo de Villahermosa, México es uno de los templos construidos y operados por La Iglesia de Jesucristo de los Santos de los Últimos Días, el número 85 construido por la iglesia y el séptimo en México, ubicado en la ciudad de Villahermosa.
El templo fue construido de mármol blanco Guardiano proveniente de Torreón, con un diseño clásico de un solo pináculo. Tiene un total de 990 metros cuadrados (10 656,3 ft²) de construcción, cuenta con dos salones para las ordenanzas SUD y dos salones de sellamientos matrimoniales.

## Construcción
La Primera Presidencia de la iglesia SUD anunció el 30 de octubre de 1998 los planes de construir un templo en Tabasco. Es uno de los templos de menores proporciones que la iglesia promovió desde abril de 1998 con el fin de tener un total de 100 templos alrededor del mundo antes de que finalizara el año 2000. El templo de Villahermosa fue el número 29 construido del mismo diseño de menores proporciones a nivel mundial. Al igual que otros 35 templos, el templo de Villahermosa cuenta con 10 700 pies cuadrados (994,1 m²) de construcción.
Seguido el anuncio público, la iglesia en México buscó un terreno adecuado, escogiéndose un lugar que la iglesia ya poseía en la costa del Istmo de Tehuantepec, una región de Mesoamérica donde se encuentran abuntantes ruinas antiguas. La zona es referida a menudo por los fieles a la iglesia SUD como una de las tierras del Libro de Mormón, y en el folclore mormón se cree que existían allí templos dedicados a Cristo antiguamente. La construcción del templo comenzó el 9 de enero de 1999 con una ceremonia de la primera palada, el mismo día que la misma ceremonia ocurría para el templo de Ciudad Juárez.
Los antiguos mayas, que una vez habitaron esta tierra del sureste de México, consideraban sagrada a la ceiba. El árbol tropical, de acuerdo a la leyenda maya, enseñaría una sabia lección sobre el mantenerse arraigados en la bondad de los ricos suelos de México, mientras que, simultáneamente, estrecharse en dirección al cielo. Debido a que es ilegal en el estado de Tabasco derribar un árbol de ceiba, y que el terreno donde se construyó el templo de Villahermosa ya tenía una vieja ceiba, de decidió dejarla plantada en su sitio original a pocos metros de la actual entrada al templo.

## Dedicación
El templo SUD de la ciudad de Villahermosa fue dedicado para sus actividades eclesiásticas en cuatro sesiones, el 20 de mayo de 2000, por Thomas S. Monson. Anterior a ello, del 9 al 13 de mayo de ese mismo año, la iglesia permitió un recorrido público de las instalaciones y del interior del templo al que asistieron más de 10 000 visitantes. Unos 4.000 miembros de la iglesia e invitados asistieron a la ceremonia de dedicación, que incluye una oración dedicatoria.
Por primera vez en la historia de la iglesia SUD, tres templos fueron dedicados en el mismo fin de semana: los templos de Tampico (México), Nashville (Tennessee), y Villahermosa se dedicaron entre el 20-21 de mayo de 2000. Dos semanas después, el 4 de junio, se dedicaron otros dos templos, el templo de Montreal (Quebec) y el Templo de San José (Costa Rica), llevando el número de templos construidos para esa fecha a 87.
Al templo, por su cercanía a las comunidades, también asisten miembros provenientes de Acayucan, Coatzacoalcos y Minatitlán, así como comunidades circunvecinas.

## Pandemia 2019
El 25 de marzo de 2020 la iglesia solicitó el cierre de todos sus templos como respuesta preventiva a la Pandemia de COVID-19. En mayo de ese año la iglesia aprobó la apertura de 17 templos a nivel mundial para realizar matrimonios por personas vivas, prohibiendo para entonces todas las ceremonias a favor de ancestros fallecidos. En junio fueron anunciados 12 templos que iniciarían la segunda fase de apertura permitiendo la investidura a favor de personas vivas con un nuevo modelo de este proceso ceremonial. Las ceremonias a favor de personas fallecidas, tradicional en los templos SUD incluyendo el bautismo por los muertos comenzó a reanudarse a comienzos de diciembre de 2020. El templo de Villahermosa fue uno de los últimos templos en comenzar esta tercera fase de reapertura en 2020, abriendo en fase 2 ese mes.